# Ladislaus Hengelmüller
Ladislaus svobodný pán Hengelmüller von Hengervár (2. května 1845 Budapešť – 22. dubna 1917 Opatija) byl rakousko-uherský diplomat. Na ministerstvu zahraničí působil od roku 1868, zásluhy získal později jako dlouholetý rakousko-uherský velvyslanec v USA (1894–1913). V roce 1906 byl povýšen na barona a v roce 1910 se stal členem uherské Horní sněmovny.

## Životopis
Pocházel z německé rodiny usazené v Uhrách, jeho otec Michael Hengelmüller (1805–1876) byl úředníkem ve státních službách. Ladislaus vystudoval práva, krátce sloužil v armádě a poté začal pracovat jako úředník na uherském ministerstvu financí. V roce 1868 vstoupil do diplomatických služeb a zúčastnil se východoasijské expedice admirála von Petze. Po návratu do Evropy byl krátce konzulem v Bukurešti, poté vyslaneckým sekretářem ve Washingtonu. V letech 1875–1876 působil v Německu (Brémy, Kolín nad Rýnem, Frankfurt nad Mohanem), poté přešel do Paříže a v letech 1879–1887 byl velvyslaneckým radou v Londýně. V letech 1887–1888 byl vyslancem v Bělehradě, kde měl důležitou úlohu, protože tehdejší Srbské království bylo závislé na podpoře Rakouska-Uherska. Po návratu z Bělehradu dva roky zůstal mimo aktivní službu. V letech 1891–1893 byl rakousko-uherským vyslancem v Brazílii a nakonec dlouholetým vyslancem ve Spojených státech amerických (1894–1913). Díky jeho intervenci bylo diplomatické zastoupení ve Washingtonu povýšeno z vyslanectví na velvyslanectví (1903). Od roku 1910 byl doyenem diplomatického sboru ve Washingtonu, díky dlouholetému působení zde získal značnou popularitu a mimo jiné patřil k přátelům amerického prezidenta Theodora Roosevelta. Po návratu z USA odešel do výslužby.

## Tituly a ocenění
Po návratu ze Srbska byl v roce 1889 povýšen do šlechtického stavu v Uherském království s titulem a predikátem Edler von Hengervár. Ve funkci vyslance v USA obdržel v roce 1898 titul c. k. tajného rady s nárokem na oslovení Excelence. V roce 1910 byl jmenován členem uherské Sněmovny magnátů. Během působení v diplomatických službách získal řadu vyznamenání v Rakousku-Uhersku i v zahraničí.

### Rakousko-Uhersko
- velkokříž Leopoldova řádu (1908)
- Jubilejní pamětní medaile (1898)
- velkokříž Řádu Františka Josefa (1889)
- Řád železné koruny III. třídy (1875)

### Zahraničí
- velkokříž Řádu Isabely Katolické (Španělsko)
- Řád Takova I. třídy (Srbsko)
- Řád bílého orla I. třídy (Srbsko)
- Řád pruské koruny III. třídy (Německo)
- Řád thajské koruny III. třídy (Siam)
- důstojník Řádu čestné legie (Francie)

## Rodina
Když se po návratu z Brazílie v roce 1893 zúčastnil jako delegát mezinárodní konference o zdravotnictví v Drážďanech, oženil se zde s polskou šlechtičnou Marií Albertinou Dunin-Borkowskou, ovdovělou Taczanowskou (1859–1941). Marie Albertina byla později c. k. palácovou dámou. Z jejich manželství se narodila dcera Michaela (1899–1919), provdaná do vlivné podnikatelské rodiny Biedermann-Turony.